# Gel balístic

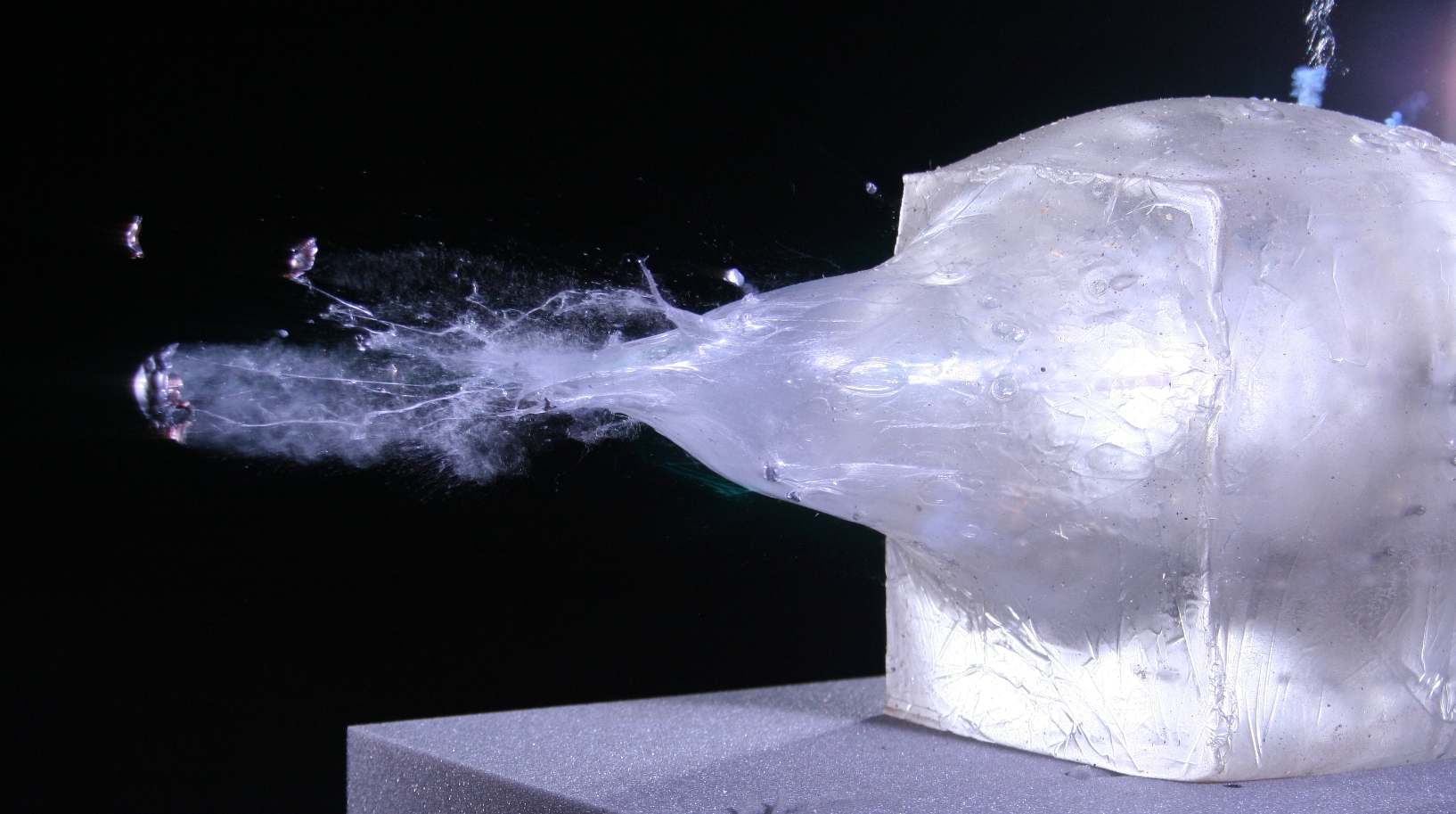
Prova de balística amb gel balístic

El gel balístic és un material usat per l'FBI o la policia per imitar la carn humana en proves de balística. Pel fet que està compost en la seva major part per aigua, pot reproduir gairebé a la perfecció el teixit viu, ja sigui perforant amb armes blanques, sent blanc de trets, o resistint a grans descàrregues elèctriques d'alt voltatge. També en sèries de documentals científics ja ha fet servir aquest material, per exemple en Mythbusters, A càmera lenta, o documentals sobre armes.